# Station Strzeleczki
Station Strzeleczki is een spoorwegstation in de Poolse plaats Strzeleczki.